# Myotis diminutus
Espèce
Myotis diminutus est une espèce de chauve-souris de la famille des Vespertilionidae découverte en 1979 en Équateur. Elle n'a obtenu rang d'espèce qu'en 2010.

Avec un poids de 3,5 grammes, il s'agit de l'une des plus petites chauve-souris du genre Myotis connues en Amérique du Sud.